# Web Browser for S60
Web Browser for S60 hoặc S60 OSS Browser, là một trình duyệt web cho điện thoại di động S60 phát triển bởi Nokia.  Trình duyệt dựa trên bản chuyển hệ của bộ khung WebCore và JavaScriptCore trong bộ WebKit nguồn mở của Apple Inc. được  sử dụng trong trình duyệt web Safari.  Các bộ khung này được phát trienr từ KHTML của dự án KDE.
Không như các trình duyệt di động khác sẽ định dạng lại trang để phù hợp với kích thước màn hình nhỏ của điện thoại di động, trình duyệt của Nokia xem ảnh thu nhỏ của trang web đầy đủ mà họ gọi là  "mini maps" và người dùng được phép phóng to đến vùng văn bản họ muốn đọc.
Phiên bản ban đầu của trình duyệt không hỗ trợ Giao thức ứng dụng không dây (WAP) và Ngôn ngữ đánh dấu không dây (WML); phiên bản 2 của trình duyệt hỗ trợ các giao thức này. Kể từ lúc này trình duyệt là mặc định cho tất cả các máy tính thuộc họ này.
Nokia thông báo dự án được khởi công vào tháng 6 năm 2005, và cho ra mắt vào tháng 11.  Ở Hội nghị World Wide Web năm 2006, Nokia thông báo đã cung cấp mã nguồn bản fork của họ lại cho dự án WebKit.
Phiên bản đi kèm với các máy điện thoại Nokia được đặt tên là Nokia Mini Map Browser, dựa theo tính năng "mini map".

## Dẫn chứng
1. 1 2  Nokia PR (ngày 2 tháng 11 năm 2005). "Nokia introduces a new Web browser for S60 3rd Edition". press.nokia.com. Bản gốc lưu trữ ngày 23 tháng 4 năm 2007. Truy cập ngày 21 tháng 3 năm 2007.
2. ↑  "Nokia Research Center - S60WebKit". Bản gốc lưu trữ ngày 6 tháng 12 năm 2005. Truy cập ngày 18 tháng 6 năm 2009.
3. ↑  Eugenia Loli-Queru (ngày 13 tháng 12 năm 2005). "An Overview of Nokia's KHTML/WebCore-based S60 Browser". OSNews. Truy cập ngày 21 tháng 3 năm 2007.
4. ↑  Eldar Murtazin (ngày 28 tháng 12 năm 2006). "Description Nokia Web Browser S60 (OSS Browser)". mobile-review.com. Truy cập ngày 21 tháng 3 năm 2007.
5. ↑  Nokia PR (ngày 13 tháng 6 năm 2005). "Nokia develops a new browser for Series 60 by using open source software". press.nokia.com. Bản gốc lưu trữ ngày 6 tháng 8 năm 2014. Truy cập ngày 21 tháng 3 năm 2007.
6. ↑  Nokia PR (ngày 24 tháng 5 năm 2006). "Nokia releases 'Web Browser for S60' engine code to open source community". press.nokia.com. Bản gốc lưu trữ ngày 28 tháng 2 năm 2007. Truy cập ngày 21 tháng 3 năm 2007.
7. ↑  "Nokia Mini Map Browser". nokia.com. Bản gốc lưu trữ ngày 23 tháng 3 năm 2007. Truy cập ngày 21 tháng 3 năm 2007.